# 2C (Stoffgruppe)
2C (2C-x) ist der Stoffgruppename der psychedelischen Phenethylamine, die an der zweiten und fünften Position der Phenethylaminstammstruktur eine Methoxygruppe besitzen. Meist tragen diese Substanzen an der vierten Position (para-substituiert) einen lipophilen Substituenten, der die Potenz und den Abbau der Substanz beeinflusst. Viele dieser 2C-Substanzen wurden erstmals in den 1970/80er von Alexander Shulgin synthetisiert und in seinem Buch PiHKAL (Phenethylamines I Have Known And Loved) beschrieben. Shulgin ist auch der Namensgeber dieser Stoffgruppe, welches die zwei Kohlenstoffatome (Carbon) zwischen dem Benzolring und der Aminogruppe benennt. Einige dieser 2C-Substanzen werden als Liganden in der Aufklärung von Struktur-Wirkungs-Beziehung bei den 5-HT2A/2C-Rezeptoren eingesetzt.

## Tabellarische Übersicht

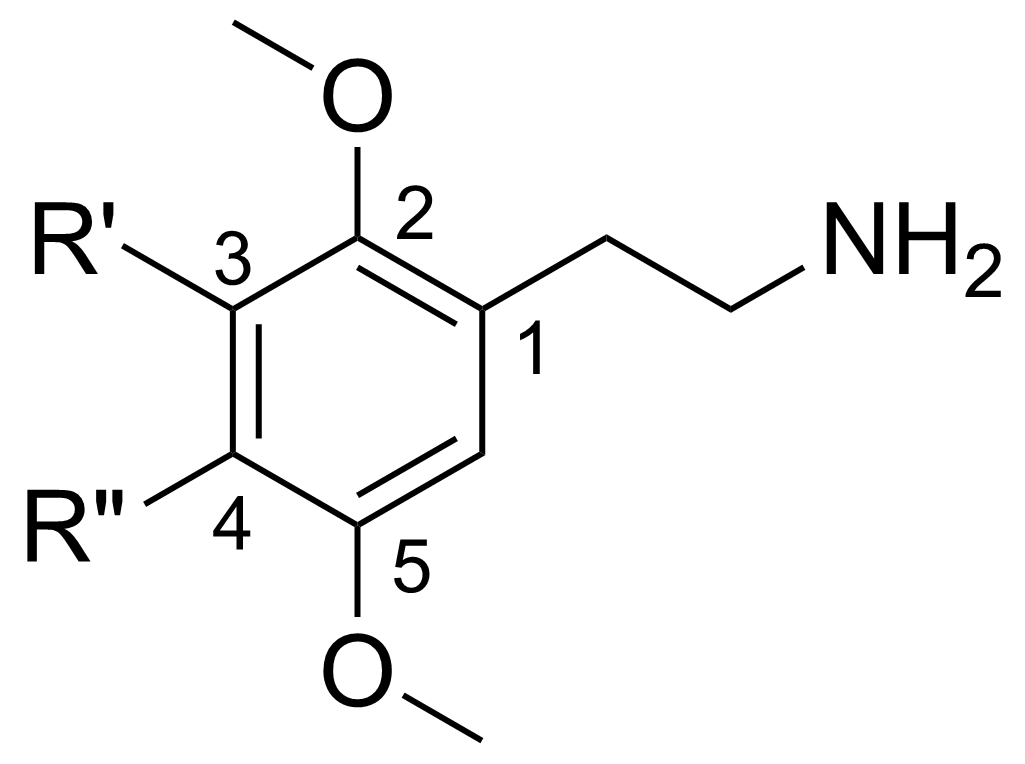
Allgemeine Strukturformel der 2C-Substanzen

| Name    | R3       | R4              | Strukturformel |
| ------- | -------- | --------------- | -------------- |
| 2C-B    | –H       | –Br             |                |
| 2C-C    | –H       | –Cl             |                |
| 2C-D    | –H       | –CH3            |                |
| 2C-E    | –H       | –CH2CH3         |                |
| 2C-F    | –H       | –F              |                |
| 2C-G    | –CH3     | –CH3            |                |
| 2C-G-3  | –(CH2)3– | –(CH2)3–        |                |
| 2C-G-4  | –(CH2)4– | –(CH2)4–        |                |
| 2C-G-N  | –(CH)4–  | –(CH)4–         |                |
| 2C-H    | –H       | –H              |                |
| 2C-I    | –H       | –I              |                |
| 2C-N    | –H       | –NO2            |                |
| 2C-O    | –H       | –OCH3           |                |
| 2C-O-4  | –H       | –OCH(CH3)2      |                |
| 2C-P    | –H       | –CH2CH2CH3      |                |
| 2C-SE   | –H       | –SeCH3          |                |
| 2C-T    | –H       | –SCH3           |                |
| 2C-T-2  | –H       | –SCH2CH3        |                |
| 2C-T-4  | –H       | –SCH(CH3)2      |                |
| 2C-T-7  | –H       | –S(CH2)2CH3     |                |
| 2C-T-8  | –H       | –SCH2CH(CH2)2   |                |
| 2C-T-9  | –H       | –SC(CH3)3       |                |
| 2C-T-13 | –H       | –S(CH2)2OCH3    |                |
| 2C-T-15 | –H       | –SCH(CH2)2      |                |
| 2C-T-17 | –H       | –SCH(CH3)CH2CH3 |                |
| 2C-T-21 | –H       | –S(CH2)2F       |                |
| 2C-TFM  | –H       | –CF3            |                |
| 2C-YN   | –H       | –C≡CH           |                |
| 2C-V    | –H       | –CH=CH2         | –              |
| 2C-CN   | –H       | –C≡N            | –              |
| 2C-CA   | –H       | –COOH           | –              |
| 2C-BI-1 | –H       | –C6H5           | –              |
| 2C-IP   | –H       | –C3H7           | –              |
| 2C-HM   | –H       | –CH2–OH         | –              |
| 2C-NH   | –H       | –NH2            | –              |